# Imri Ziv
Imri Ziv (Hebreeuws: אימרי זיו; Hod Hasjaron, 12 september 1991) is een Israëlische zanger.

## Biografie

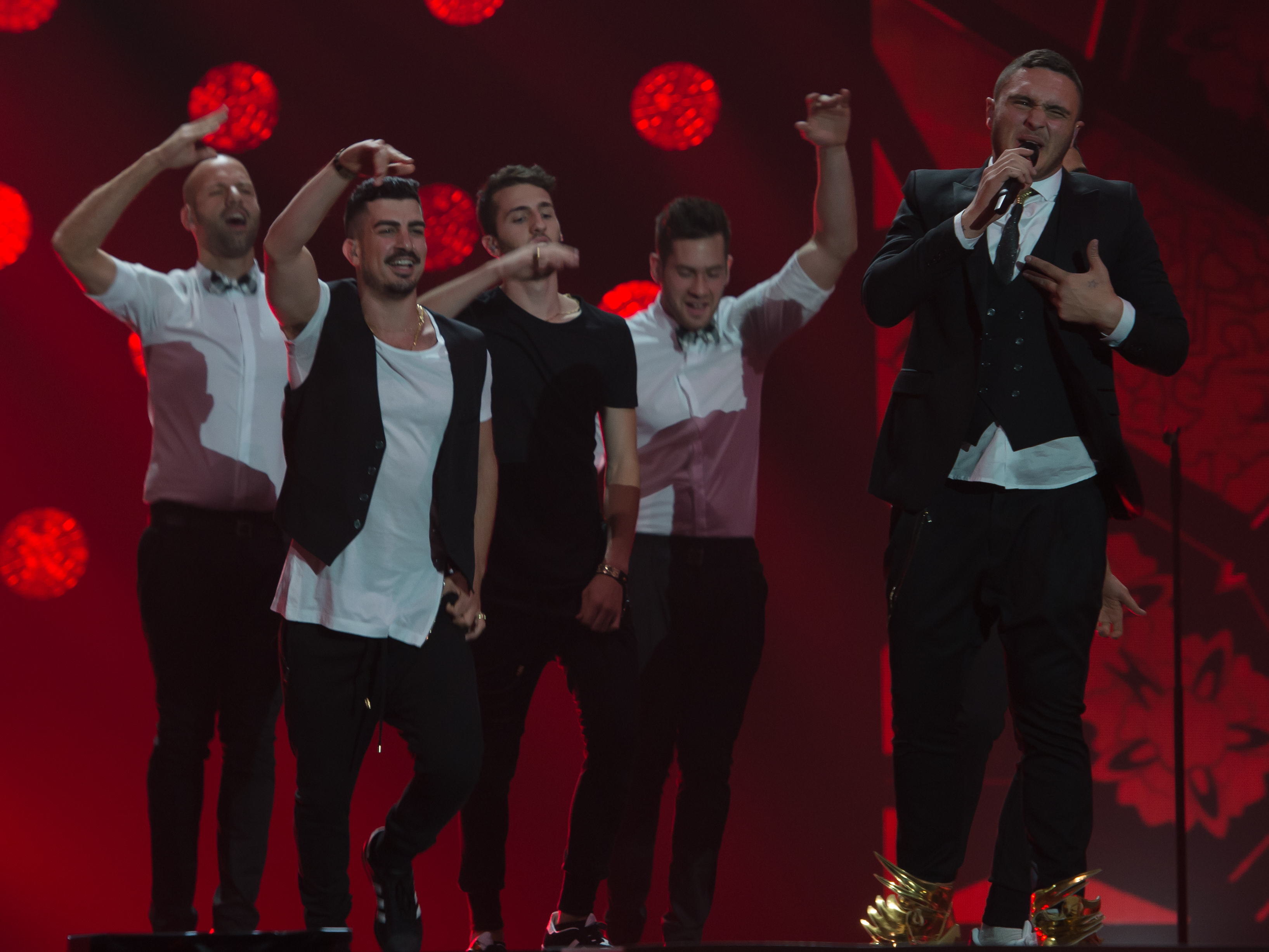
Ziv eerste van rechts bij Nadav Guedj in 2015

Ziv startte zijn muzikale carrière op achttienjarige leeftijd, maar bleef onder de radar totdat hij in 2015 als achtergrondzanger aantrad op het Eurovisiesongfestival 2015 met Guedj. Een jaar later mocht hij wederom als backing vocal opdraven en beide keren plaatste Israël zich voor de finale. Begin 2017 waagde hij zijn kans als soloartiest in de Israëlische voorronde, die hij uiteindelijk won. Hierdoor mocht hij Israël vertegenwoordigen op het Eurovisiesongfestival 2017, dat gehouden werd in Kiev, Oekraïne. Ziv werd uiteindelijk 23ste van de 26 in de finale van het Eurovisiesongfestival 2017
1973: Ilanit · 
1974: Poogy · 
1975: Shlomo Artzi · 
1976: Chocolad Menta Mastik · 
1977: Ilanit · 
1978: Izhar Cohen & The Alphabeta · 
1979: Gali Atari & Milk and Honey · 
1981: Hakol Over Habibi · 
1982: Avi Toledano · 
1983: Ofra Haza · 
1985: Izhar Cohen · 
1986: Moti Giladi & Sarai Tzuriel · 
1987: Lazy Bums · 
1988: Yardena Arazi · 
1989: Gili & Galit · 
1990: Rita · 
1991: Duo Datz · 
1992: Dafna Dekel · 
1993: The Shiru Group · 
1995: Liora · 
1998: Dana International · 
1999: Eden · 
2000: Ping Pong · 
2001: Tal Sondak · 
2002: Sarit Hadad · 
2003: Lior Narkis · 
2004: David D'Or · 
2005: Shiri Maimon · 
2006: Eddie Butler · 
2007: Teapacks · 
2008: Bo'az Ma'uda · 
2009: Noa & Mira Awad · 
2010: Harel Skaat · 
2011: Dana International · 
2012: Izabo · 
2013: Moran Mazor · 
2014: Mei Finegold · 
2015: Nadav Guedj · 
2016: Hovi Star · 
2017: Imri Ziv · 
2018: Netta Barzilai · 
2019: Kobi Marimi · 
2021: Eden Alene · 
2022: Michael Ben David · 
2023: Noa Kirel · 
2024: Eden Golan · 
2025: Yuval Raphael